# ۲-متیل استواستات
۲-متیل استواستات (به انگلیسی: 2-Methylacetoacetyl-CoA) با فرمول شیمیایی C۲۶H۴۲N۷O۱۸P۳S یک ترکیب شیمیایی با شناسه پاب‌کم ۵۳ است. که جرم مولی آن ۸۶۵٫۶۳ گرم بر مول می‌باشد. 